# Tjabel Boonstra
Tjabel Boonstra (* 4. Juni 1899 in Assen; † 18. Mai 1968 in Amsterdam) war ein niederländischer Radrennfahrer.

## Sportliche Laufbahn
Boonstra war Bahnradsportler und Teilnehmer der Olympischen Sommerspiele 1920 in Antwerpen. Dort startete er im Tandemrennen. Sein Tandempartner war Piet Beets. Die Niederlande waren als einzige Nation mit zwei Tandems am Start. Er trat auch im Sprint an, wobei er in den Vorläufen ausschied.